# Koncert na XX-lecie (album)
Koncert na XX-lecie – album zespołu Armia wydany przez Metal Mind Productions w 2006.
Płyta zawiera materiał z koncertu, który odbył się w styczniu 2005 roku w warszawskim klubie Stodoła z okazji dwudziestolecia istnienia zespołu. Wśród zaproszonych gości byli Kazik Staszewski, Dariusz Malejonek, „Zygzak”, „Guma” z zespołem Moskwa, Michał Grymuza, „Stopa” i Sławomir Gołaszewski z zespołem Asunta. Zespół wykonał ponad 30 piosenek, w tym utwory zespołu Siekiera. Płyta zawiera także półtoragodzinny wywiad z Tomaszem Budzyńskim, teledysk do utworu Poza prawem, a także galerię zdjęć.

## Lista utworów
1. „Intro (Asunta)”
2. „To czego nigdy nie widziałem”
3. „Przebłysk”
4. „Gdzie ja tam będziesz ty”
5. „Buraki, kapusta i sól”
6. „Aguirre”
7. „Nostalgia”
8. „Poza prawem”
9. „To moja zemsta” (Zygzak)
10. „Miejsce pod słońcem” (Michał Grymuza)
11. „Legenda”
12. „Jeżeli” (Kazik)
13. „Trzy bajki”
14. „Niezwyciężony”
15. „Sodoma i Gomora”
16. „Strzały znikąd”
17. „Zostaw to” (Stopa)
18. „Exodus” (Maleo)
19. „Nikt” (Maleo)
20. „See I & I” (Maleo)
21. „Żyję w tym mieście” (Maleo)
22. „Nigdy” (Moskwa)
23. „Ja wiem ty wiesz” (Moskwa)
24. „Powietrza” (Moskwa)
25. „Podróż na wschód”
26. „Niewidzialna Armia”
27. „Opowieść zimowa”
28. „Śmierć w Wenecji”
29. „Dla każdej samotnej godziny”
30. „Ludzie Wschodu”
31. „Idzie wojna”
32. „Fala”
33. „Dom przy moście”

Dodatki:
- „Poza prawem” (teledysk)
- Biografia
- Wywiad z Tomaszem Budzyńskim

## Muzycy
- Tomasz „Tom” Budzyński – głos
- Paweł Klimczak – gitara
- Robert „Drężmak” Drężek – gitara
- Maciej „Ślepy” Głuchowski – bębny
- Piotr „Stopa” Żyżelewicz – bębny
- Krzysztof „Banan” Banasik – waltornia, klawisze, głos
- Krzysztof „Dr Kmieta” Kmiecik – bas, głos

Goście:
- Sławomir „Merlin” Gołaszewski z zespołem Asunta
- Kazik Staszewski
- „Maleo”
- „Stopa”
- „Guma” (Moskwa)
- Michał Grymuza
- „Zygzak”